# Gospin Školj
Gospin Školj je nenaseljeni otočić u hrvatskom dijelu Jadranskog mora.
Njegova površina iznosi 0,016 km². Dužina obalne crte iznosi 0,53 km. Upravno pripada općini Janjina.